# Tushek & Spigel Supercars
Tushek & Spigel Supercars GmbH war ein 2012 von Aljosa Tushek und Jacob Carl Spigel gegründeter österreichischer Automobilhersteller aus Mureck.

## Beschreibung
Das Unternehmen baute Sportwagen, die Motoren wurden von Audi bezogen.
Am 7. November 2016 wurde ein Konkurseröffnungsverfahren gegen das Unternehmen eingeleitet. Ein Insolvenzverfahren wurde mangels Kostendeckung nicht eröffnet. Am 28. November 2016 wurde die Liquidation rechtskräftig.

## Fahrzeuge
- Tushek TS 500 (2012–2016)
- Tushek TS 600 (2014–2016)

## Nachfolgeunternehmen
Das Unternehmen Tushek Limited wurde 2017 im Vereinigten Königreich von Aljosa Tushek gegründet. 2018 stellte es mit dem Tushek TS 900H ein neues Fahrzeug auf der Top Marques in Monaco vor.